# 검산리역
검산리역(劒山里驛)은 조선민주주의인민공화국 량강도 혜산시에 위치한 백두산청년선의 철도역이다. 원래 소재지가 량강도 운흥군 검산리였기 때문에 이름이 검산리역이다.